# Volba prezidenta České republiky 2003
Volby prezidenta České republiky 2003 byly třetí parlamentní volbou prezidenta České republiky, která proběhla na třech společných schůzích obou komor Parlamentu České republiky ve Španělském sále Pražského hradu ve dnech 15. a 24. ledna a 28. února 2003. Na třetí schůzi byl novým prezidentem České republiky zvolen Václav Klaus, který do úřadu nastoupil po Václavu Havlovi.
Ve volbách bylo postupně nominováno sedm prezidentských kandidátů, mezi kterými se objevili tři bývalí předsedové vlád České republiky jmenovitě; Václav Klaus nominovaný ODS, Petr Pithart nominovaný KDU-ČSL v první volbě a Miloš Zeman nominovaný ČSSD ve druhé volbě. V prvním volbě byli nominováni také tito kandidáti: bývalý ministr spravedlnosti Jaroslav Bureš nominovaný ČSSD a právník Miroslav Kříženecký nominovaný KSČM. Do druhé volby byla nominována senátorka Jaroslava Moserová. Pro třetí opakování prezidentské volby byl jako kandidát vládní koalice nominován profesor Jan Sokol. Václav Klaus ve třetím kole hlasování získal většinu 142 hlasů.
Zdlouhavý a komplikovaný proces volby prezidenta vedl k prvním vážnějším úvahám o zavedení přímé volby prezidenta.

## Průběh voleb

### První volba 15. ledna
První prezidentská volba proběhla na společné schůzi Parlamentu České republiky 15. ledna 2003. Této volby se účastnili kandidáti čtyř parlamentních stran. Občanská demokratická strana nominovala Václava Klause. Česká strana sociálně demokratická byla rozdělena mezi modernisty a tradicionalisty, přičemž tzv. levicové křídlo strany prosazovalo navzdory vedení předsedy Vladimíra Špidly jako kandidáta Miloše Zemana. Vzhledem k tomu bylo vyhlášeno jakési vnitrostranické referendum či anketa, v němž přesvědčivě zvítězil bývalý předseda strany Miloš Zeman a na druhém místě se umístil bývalý ministr spravedlnosti Jaroslav Bureš, který nakonec kandidoval v prvním kole, protože Zeman se chtěl účastnit až druhého volebního pokusu. KDU-ČSL nominovala bývalého předsedu první svobodně zvolené vlády Petra Pitharta považovaného za favorita volby, který je schopný porazit Václava Klause. Naproti tomu právník Miroslav Kříženecký, kandidát nominovaný KSČM, neměl naději na významný volební úspěch.

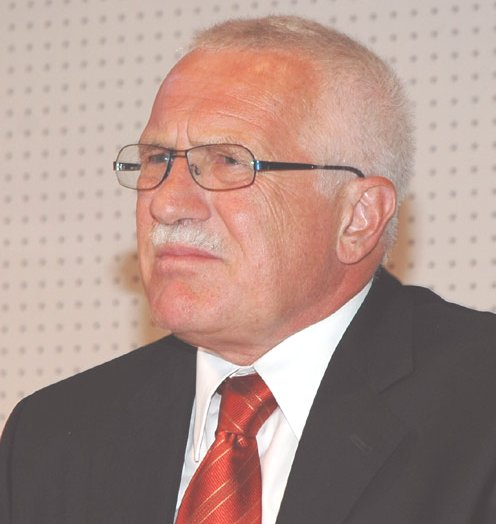
Václav Klaus (ODS)
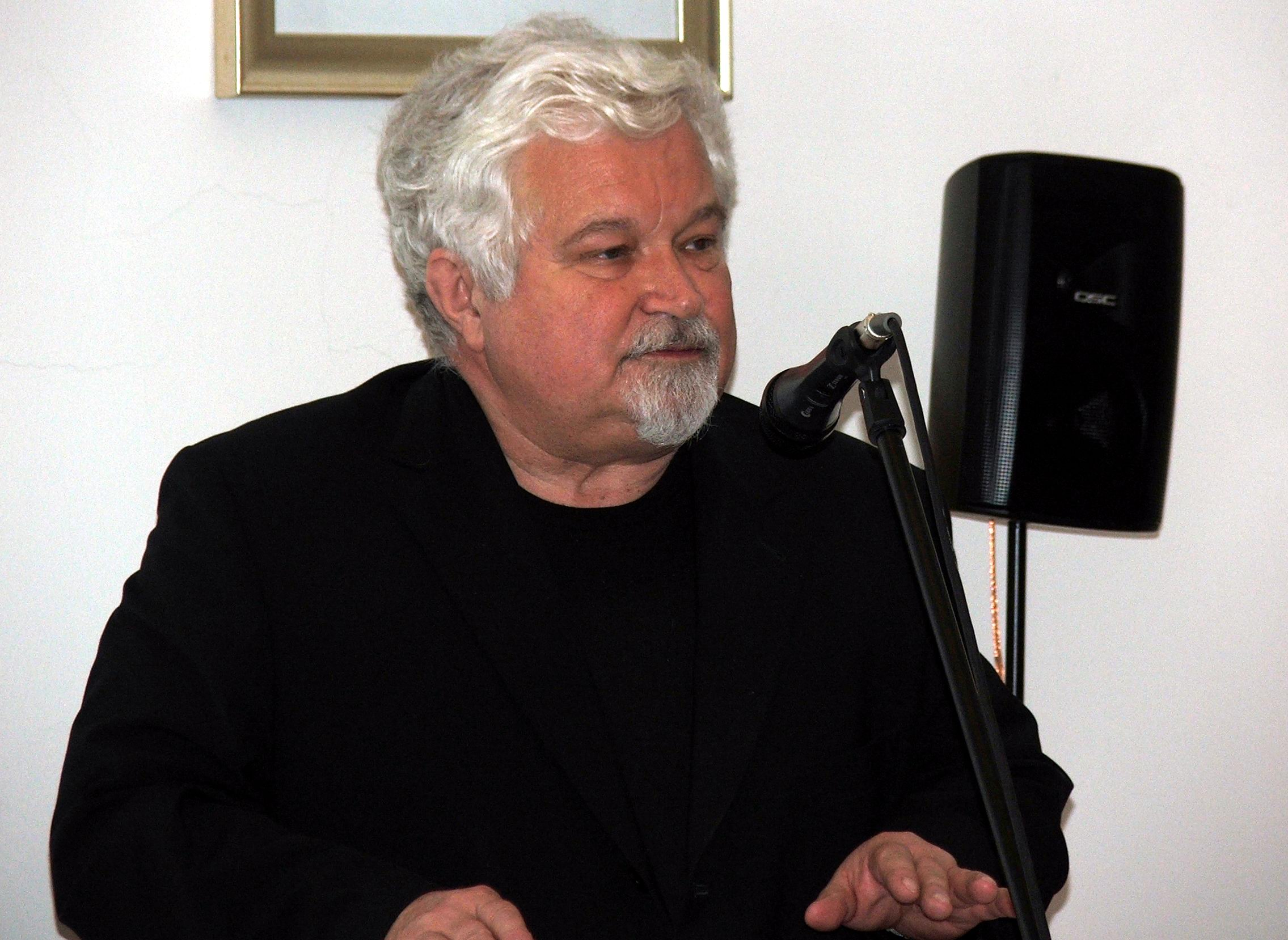
Petr Pithart (KDU-ČSL)
Jaroslav Bureš (ČSSD)
Miroslav Kříženecký (KSČM)

První prezidentská volba proběhla na společné schůzi Parlamentu České republiky 15. ledna 2003. V úvodu schůze vystoupil odcházející prezident Václav Havel a po jeho projevu následně bylo, poprvé v historii samostatné České republiky, umožněno všem kandidátům přednést své projevy.
| Kolo | Václav Klaus | Václav Klaus | Petr Pithart | Petr Pithart | Jaroslav Bureš | Jaroslav Bureš | Miroslav Kříženecký | Miroslav Kříženecký |
| Kolo | Poslanci     | Senátoři     | Poslanci     | Senátoři     | Poslanci       | Senátoři       | Poslanci            | Senátoři            |
| ---- | ------------ | ------------ | ------------ | ------------ | -------------- | -------------- | ------------------- | ------------------- |
| 1.   | 92           | 31           | 20           | 35           | 39             | 7              | 44                  | 2                   |
| 1.   | 123          | 123          | 55           | 55           | 46             | 46             | 46                  | 46                  |
| 2.   | 77           | 32           | 46           | 43           | -              | -              | -                   | -                   |
| 2.   | 109          | 109          | 89           | 89           | -              | -              | -                   | -                   |
| 3.   | 80           | 33           | 44           | 40           | -              | -              | -                   | -                   |
| 3.   | 113          | 113          | 84           | 84           | -              | -              | -                   | -                   |

V prvním kole prezident nebyl zvolen žádný kandidát. Druhé a třetí kolo absolvovali Václav Klaus a Petr Pithart, ale nikdo z nich nedokázal získat většinu hlasů volitelů. Volba prezidenta tak skončila neúspěšně. Tato první volba ukázala i nejednotnost ČSSD a mezi voliteli se také projevila mnohem větší podpora Václava Klause, než se očekávalo.

### Druhá volba 24. ledna
Druhá prezidentská volba proběhla na společné schůzi Parlamentu České republiky 24. ledna 2003. Do druhého kola ODS opětovně jmenovala Václava Klause. ČSSD nominovala Miloše Zemana. KDU-ČSL a US-DEU společně s nezařazenými senátory nominovaly senátorku za ODA Jaroslavu Moserovou.

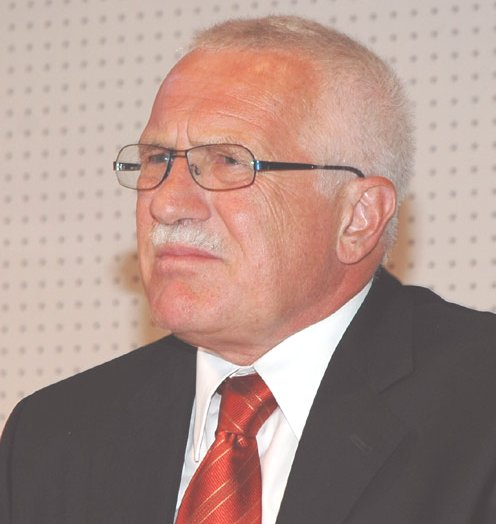
Václav Klaus (ODS)
Jaroslava Moserová (ODA)
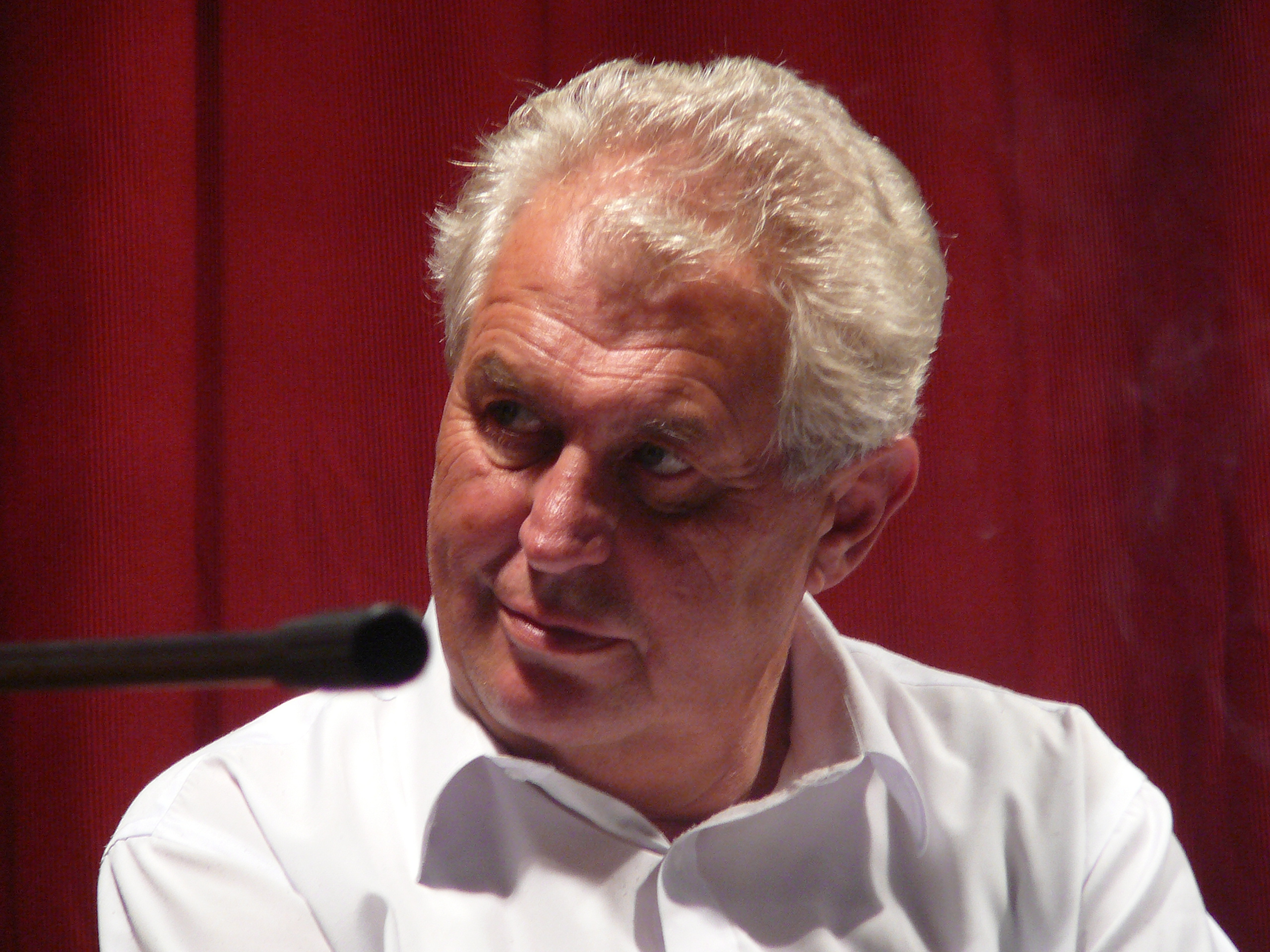
Miloš Zeman (ČSSD)

Volba opět proběhla formou tajného hlasování.
| Kolo | Václav Klaus | Václav Klaus | Jaroslava Moserová | Jaroslava Moserová | Miloš Zeman | Miloš Zeman |
| Kolo | Poslanci     | Senátoři     | Poslanci           | Senátoři           | Poslanci    | Senátoři    |
| ---- | ------------ | ------------ | ------------------ | ------------------ | ----------- | ----------- |
| 1.   | 89           | 32           | 25                 | 43                 | 78          | 5           |
| 1.   | 121          | 121          | 68                 | 68                 | 83          | 83          |
| 2.   | 85           | 33           | 32                 | 42                 | -           | -           |
| 2.   | 118          | 118          | 74                 | 74                 | -           | -           |
| 3.   | 95           | 32           | 26                 | 39                 | -           | -           |
| 3.   | 127          | 127          | 65                 | 65                 | -           | -           |

V prvním kole volby překvapivě vypadl sociálnědemokratický kandidát Miloš Zeman, který získal hlasy části komunistických poslanců, ale nehlasovala pro něj většina sociálnědemokratických poslanců a senátorů. Okamžitě po oznámení neoficiálních výsledků opustil Miloš Zeman Pražský hrad. Do druhého kola postoupil bývalý předseda vlády Václav Klaus a senátorka Jaroslava Moserová, žádný z kandidátů nedosáhl požadovaného kvóra volitelských hlasů a prezident tak nebyl zvolen. Obdobná situace nastala také ve třetím kole a volba tak skončila bez výsledku. Během volby nicméně soustavně posiloval Václav Klaus, kandidát opoziční ODS. Přesto podle novináře Erika Taberyho bylo úsilí aktérů napřeno k tomu, aby nevyhrál nikdo, zejména Miloš Zeman ne, a skutečný boj tak probíhal pouze v prvním kole. Po této volbě se začalo šířeji hovořit o zavedení přímé volby prezidenta.

### Třetí volba 28. února
Třetí prezidentská volba proběhla na společné schůzi Parlamentu České republiky 28. února 2003. Úřad prezidenta republiky byl v té době již neobsazen, protože funkční období Václava Havla skončilo 2. února 2003. Pravomoci prezidenta převzali předseda vlády Vladimír Špidla a předseda Poslanecké sněmovny Lubomír Zaorálek.

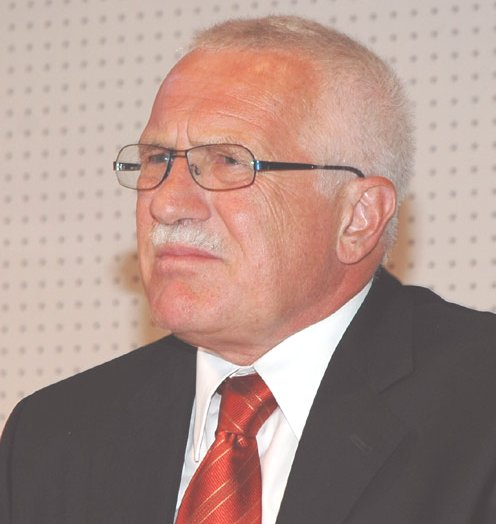
Václav Klaus (ODS)
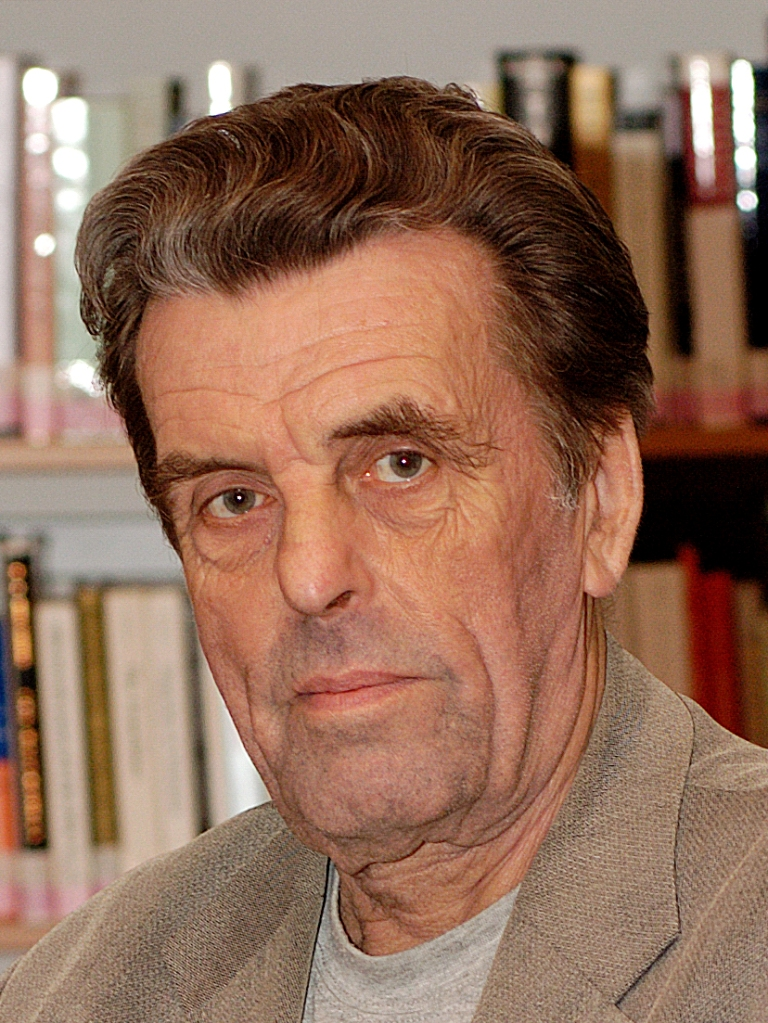
Jan Sokol (vládní koalice)

Do třetí volby ODS opětovně jmenovala Václava Klause. Vládní koalice se rozhodla postavit proti Klausovi společného kandidáta. Hledání kandidáta, který by vyhovoval požadavkům všech stran, však bylo zmatené. Nakonec vládní koalice nominovala jako prezidentského kandidáta profesora Jana Sokola, děkana Fakulty humanitních studií Univerzity Karlovy a bývalého ministra školství ve vládě Josefa Tošovského. Volilo se formou tajného hlasování.
| Kolo | Václav Klaus | Václav Klaus | Jan Sokol | Jan Sokol |
| Kolo | Poslanci     | Senátoři     | Poslanci  | Senátoři  |
| ---- | ------------ | ------------ | --------- | --------- |
| 1.   | 115          | 32           | 81        | 47        |
| 1.   | 147          | 147          | 128       | 128       |
| 2.   | 109          | 30           | 83        | 46        |
| 2.   | 139          | 139          | 129       | 129       |
| 3.   | 109          | 33           | 78        | 46        |
| 3.   | 142          | 142          | 124       | 124       |

V prvním ani druhém kole nedokázal žádný z kandidátů získat většinu hlasů volitelů. Třetí pokus o volbu prezidenta byl sledován znepokojenou veřejností, která očekávala jasný výsledek. Pod tímto tlakem někteří poslanci a senátoři vládní koalice otevřeně deklarovali podporu Klausovi. Jan Sokol byl kvůli své víře a disidentské minulosti pro KSČM nepřijatelným kandidátem. Poslanci KSČM kritizovali zejména jeho názory na odsun sudetských Němců z Československa. Většina poslanců a senátorů KSČM se tak rozhodla ve třetím kole podpořit Václava Klause, který ve třetím kole prezidentské volby skutečně zvítězil.

## Prezidentský slib
Václav Klaus složil prezidentský slib 7. března 2003 a stal se tak v pořadí druhým prezidentem České republiky, ještě před obřadem položil Václav Klaus věnec k soše prvního československého prezidenta Tomáše Garrigue Masaryka na Hradčanském náměstí.